# Chương trình Pioneer

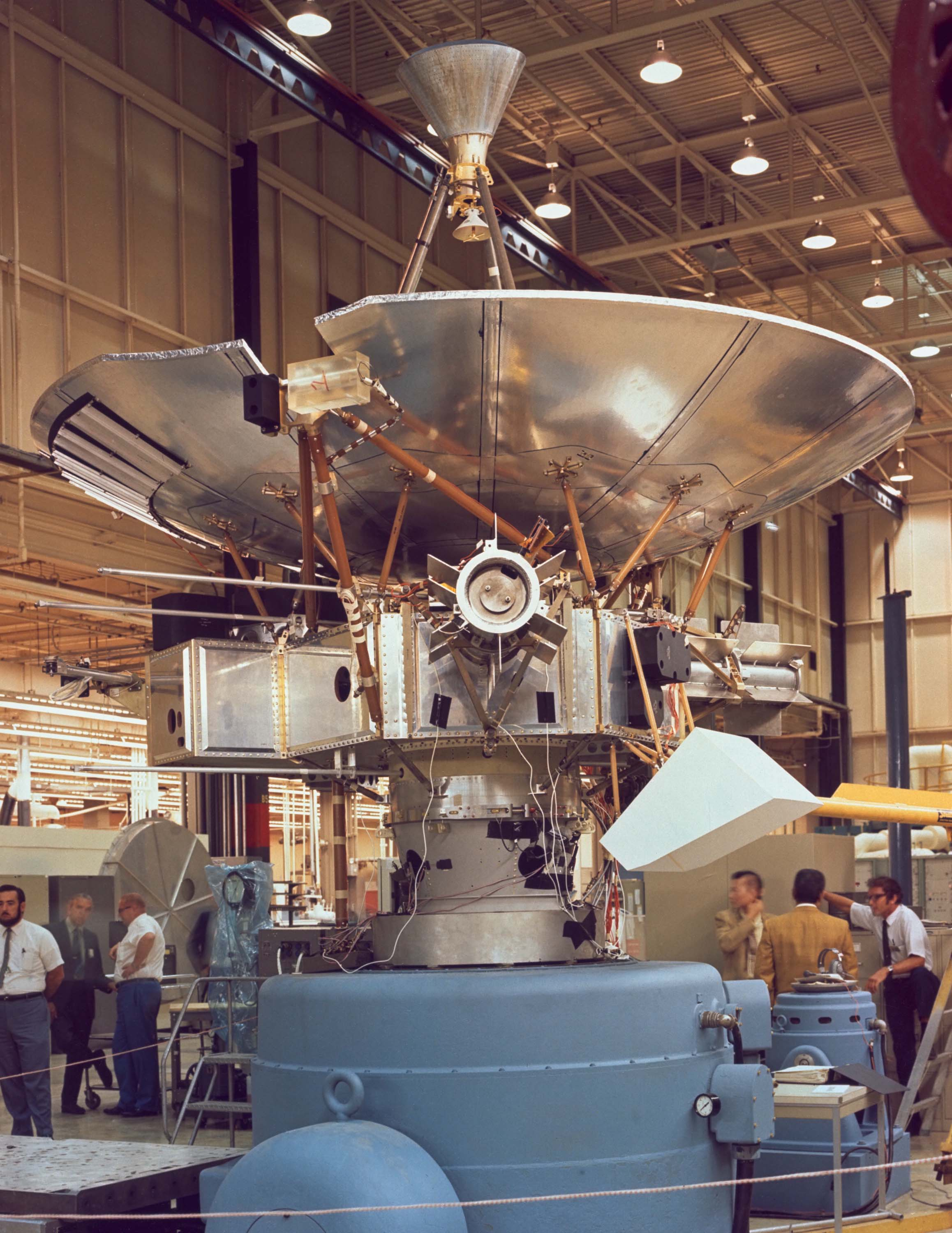
Pioneer 10, đang trong quá trình xây dựng vào năm 1971. Pioneer 10 và 11 là các tàu thăm dò nổi tiếng nhất trong chương trình Pioneer, là những tàu thăm dò đầu tiên ghé thăm outer planets, và là con tàu đầu tiên vượt ra ngoài quỹ đạo của Sao Diêm Vương.

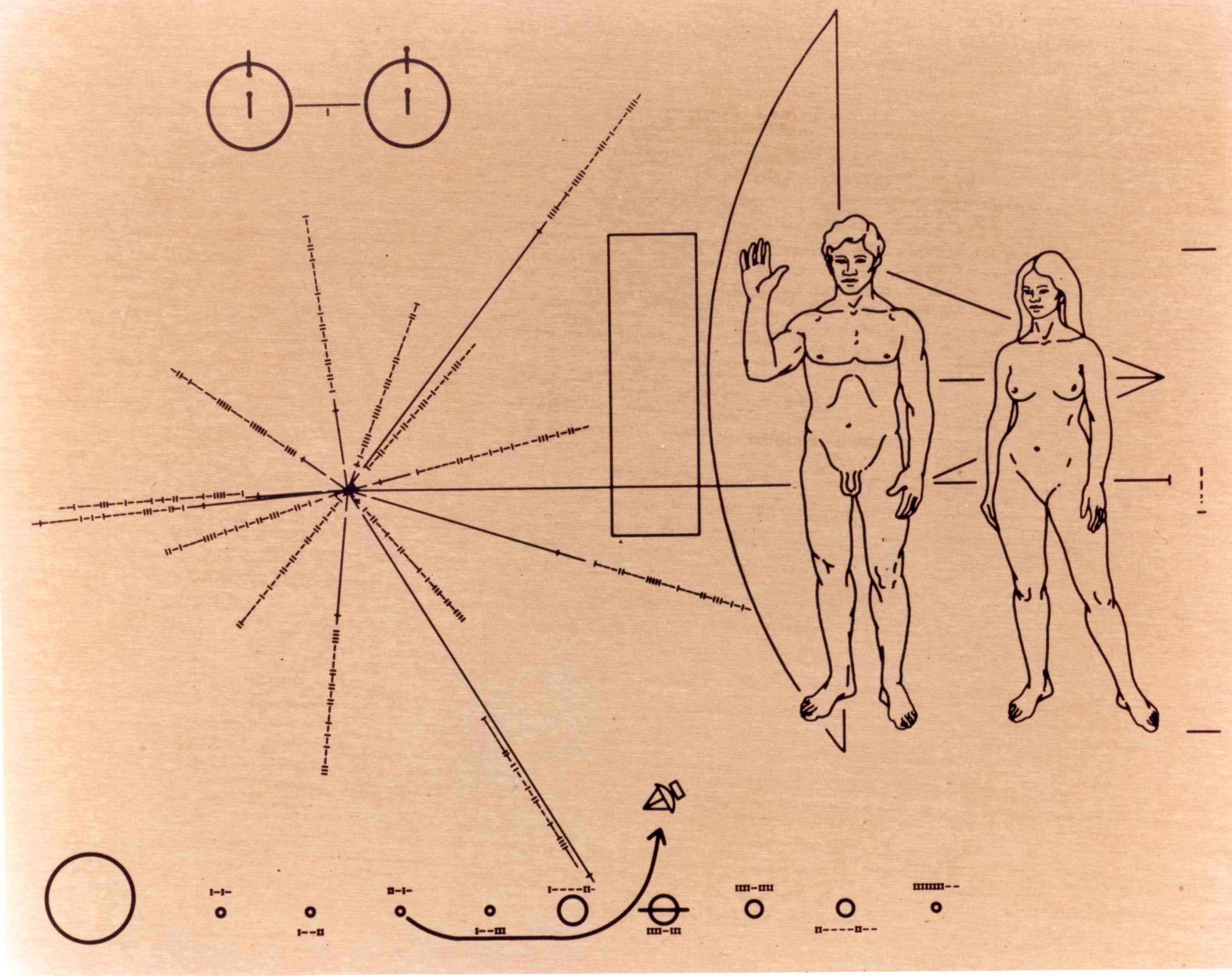
Bản khắc Pioneer được đính cùng với Pioneers 10 và 11

Chương trình Pioneer là một chuỗi các sứ mệnh vũ trụ không người lái của Hoa Kỳ được thiết kế để thám hiểm hành tinh. Có một số sứ mệnh như vậy trong chương trình, nhưng những cái đáng lưu ý nhất là Pioneer 10 và Pioneer 11, thứ đã khám phá các hành tinh bên ngoài và rời khỏi hệ mặt trời. Pioneer 10 và Pioneer 11 mang theo một bản khắc bằng vàng, mô tả một người đàn ông và một người phụ nữ và thông tin về nguồn gốc của người sáng tạo ra con tàu thăm dò, trong trường hợp bất cứ sự sống ngoài Trái Đất nào tìm thấy chúng trong một ngày nào đó.

## Các sứ mệnh Pioneer ban đầu
Những sứ mệnh sớm nhất là các cố gắng để đạt được vận tốc thoát ly của Trái Đất, chỉ đơn giản là để cho thấy rằng nó có thể thực hiện được và nghiên cứu Mặt Trăng. Điều nay bao gồm lần phóng đầu tiên bởi NASA thứ được hình thành từ NACA cũ. Những sứ mệnh này được tiến hành bởi Không quân và Lục quân Hoa Kỳ.

### Các tàu thăm dò vũ trụ Pioneer đầu tiên (1958–1960)

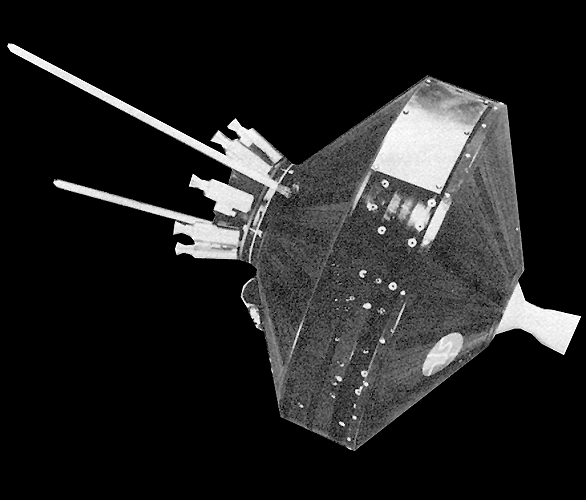
Pioneer 2

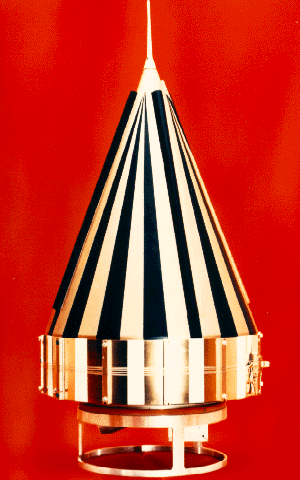
Pioneer 3

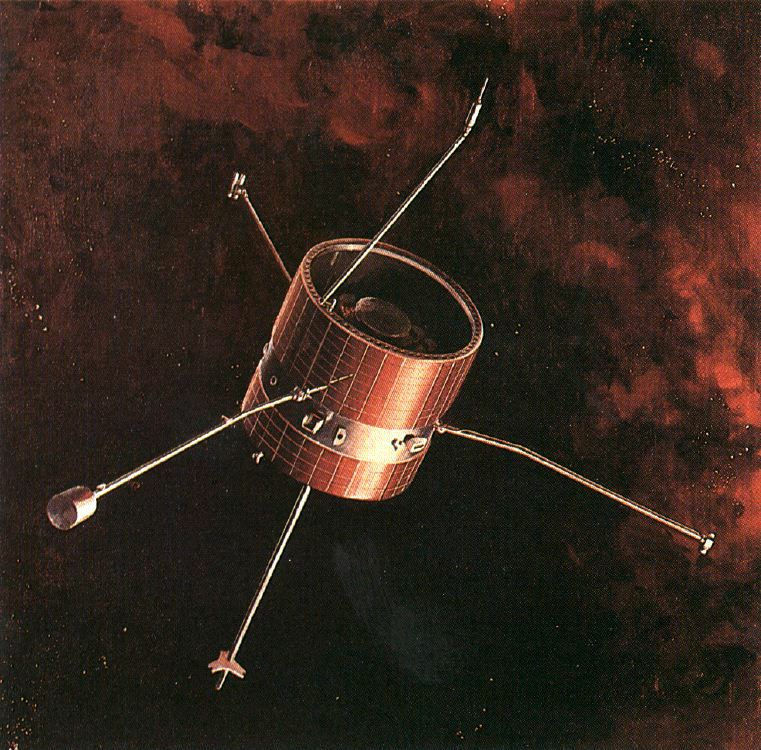
Hình vẽ tàu vũ trụ Pioneer 6–9

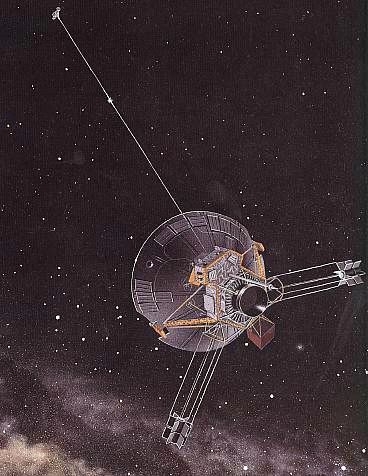
Hình vẽ tàu vũ trụ Pioneer 10–11

Hầu hết các sứ mệnh ở đây được liệt kê với các tên phổ biến nhất, còn tên thay thế được để trong ngoặc đơn.
- Pioneer 0 (Thor-Able 1, Pioneer) – quỹ đạo quanh Mặt trăng, bị phá hủy (Thor thất bại 77 giây sau khi phóng) 17 tháng 8 năm 1958
- Pioneer 1 (Thor-Able 2, Pioneer I) – quỹ đạo quanh Mặt trăng, bỏ lỡ Mặt trăng (thất bại một phần ở giai đoạn ba) 11 tháng 10 năm 1958
- Pioneer 2 (Thor-Able 3, Pioneer II) – quỹ đạo quanh Mặt trăng, quay trở lại (thất bại giai đoạn ba) 8 tháng 11 năm 1958
- Pioneer P-1 (Atlas-Able 4A, Pioneer W), Mất phương tiện phóng 24 tháng 9 năm 1959
- Pioneer P-3 (Atlas-Able 4, Atlas-Able 4B, Pioneer X) – Tàu thăm dò Mặt trăng, mất do thất bại khi phóng 26 tháng 11 năm 1959
- Pioneer 5 (Pioneer P-2, Thor-Able 4, Pioneer V) – không gian liên hành tinh giữa Trái Đất và Sao Kim, phóng ngày 11 tháng 3 năm 1960[1]
- Pioneer P-30 (Atlas-Able 5A, Pioneer Y) – Tàu thăm dò Mặt trăng, thất bại trong việc đạt được quỹ đạo mặt trăng 25 tháng 9 năm 1960
- Pioneer P-31 (Atlas-Able 5B, Pioneer Z) – Tàu thăm dò Mặt trăng, mất do thất bại ở giai đoạn trên 15 tháng 12 năm 1960

### Tàu thăm dò mặt trăng Juno II (1958–1959)
- Pioneer 3  – Bay ngang qua Mặt trăng, bỏ lỡ Mặt trăng do thất bại khi phóng, 6 tháng 12 năm 1958
- Pioneer 4  – Bay ngang qua Mặt trăng, đạt được tốc độ thoát ly của Trái Đất, phóng ngày 3 tháng 3 năm 1959

## Các sứ mệnh Pioneer sau này (1965–1978)
Năm năm sau sứ mệnh tàu thăm dò không gian Able kết thúc, Trung tâm Nghiên cứu Ames NASA sử dụng cái tên Pioneer cho một chuỗi các sứ mệnh mới, ban đầu nhắm tới Vòng trong Hệ Mặt Trời, trước khi có các sứ mệnh táo bạo bay ngang qua Sao Mộc và Sao Thổ. Dù thành công nhưng sứ mệnh này trả lại những hình ảnh kém hơn nhiều so với các tàu thăm dò thuộc Chương trình Voyager năm năm sau đó. Vào năm 1978, sứ mệnh kết thúc với việc trở lại vòng trong Hệ Mặt trời, với Pioneer Venus Orbiter và Multiprobe.
Các sứ mệnh mới được đánh số kể từ Pioneer 6 (tên thay thế được đặt trong ngoặc).

### Pioneer 6, 7, 8 và 9
Tàu vũ trụ trong các sứ mệnh Pioneer 6, 7, 8 và 9 bao gồm một mạng lưới thời tiết vũ trụ liên hành tinh mới:
- Pioneer 6 (Pioneer A) – phóng tháng 12 năm 1965
- Pioneer 7 (Pioneer B) – phóng tháng 8 năm 1966
- Pioneer 8 (Pioneer C) – phóng tháng 12 năm 1967
- Pioneer 9 (Pioneer D) – phóng tháng 11 năm 1968 (ngưng hoạt động kể từ 1983)
- Pioneer E – mất do phóng thất bại vào tháng 8 năm 1969

### Sứ mệnh các hành tinh bên ngoài của Hệ Mặt Trời
- Pioneer 10 (Pioneer F)
- Pioneer 11 (Pioneer G)
- Pioneer H – một sứ mệnh được đề xuất vào năm 1974 nhưng không được chế tạo

### Sứ mệnh thăm dò Sao Kim
- Pioneer 12 (Pioneer Venus Orbiter, Pioneer Venus 1)
- Pioneer 13 (Pioneer Venus Multiprobe, Pioneer Venus 2)